# 葉奕荃
葉奕荃（？—1645年），字元暉，別號南陽伯子。崑山人。
葉盛七世孫，父葉國華為萬曆舉人，有弟葉奕苞。奕荃為明末諸生，入復社。早年師事劉宗周，講“性命之學”。乙酉（1645年）夏天，清兵南下，兵燹慘烈，其父尚在杭州，奕荃渡舟前去尋父。行至浙江嘉善，為亂民所殺。